# Verishuvi
Singles de Sakura Gakuin
Yume ni Mukatte / Hello! IVY
(8 décembre 2010) Tabidachi no Hi ni
(15 février 2012)
Singles par Babymetal
Doki Doki Morning
(2 novembre 2010) BABYMETAL × Kiba of Akiba
(7 mars 2012)
Singles par Twinklestars
Dear Mr. Socrates
(28 novembre 2010) Please! Please! Please!
(6 juillet 2011)
Verishuvi (ベリシュビッッ) est le 2e single du groupe féminin japonais Sakura Gakuin sorti fin 2011.

## Détails
Après avoir quitté Toys Factory et singé un nouveau contrat avec Universal Music Japan en octobre 2011, Sakura Gakuin sort son deuxième single sous ce label le 21 décembre 2010, un an après le premier single du groupe, en deux éditions (régulière avec un CD seulement et limitée avec CD et un DVD en supplément). Le CD contient les chansons-titres, une chanson inédites ainsi que leurs versions instrumentales, tandis que le DVD contient la musique vidéo de la chanson puis sa chorégraphie.
Il est le premier single du groupe extrait de son premier album Sakura Gakuin 2011nendo ~FRIENDS~ qui sortit quatre mois plus tard. Il est aussi le premier single avec les nouveaux membres devenant alors membres de la 3e génération du groupe Hana Taguchi et Rinon Isono, qui ont rejoint le groupe en juillet 2011.
Il atteint la 29e place des classements hebdomadaires des ventes de l'Oricon et reste classé pendant deux semaines.

## Formation
| 1re génération - Ayami Mutō (Leader) - Ayaka Miyoshi - Airi Matsui - Suzuka Nakamoto - Marina Horiuchi - Raura Iida - Nene Sugisaki - Hinata Satō | 2e génération - Yui Mizuno - Moa Kikuchi 3e génération - Hana Taguchi - Rinon Isono |

## Liste des titres
Toutes les paroles sont écrites par Magokoro Ikuta, toute la musique est composée par Takafumi Fujino.
| 1. | Verishuvi (ベリシュビッッ)                            |  |
| 2. | Sakura Hyakunin Isshū (さくら百人一首)                |  |
| 3. | Verishuvi (Instrumental) (ベリシュビッッ)             |  |
| 4. | Sakura Hyakunin Isshū (Instrumental) (さくら百人一首) |  |

| 1. | Verishuvi Music Clip                                           |  |
| 2. | Verishuvi Music Clip (Furitsuke ver.) (振付ver.; Choreography) |  |